# Absolutbelopp

Graf över absolutvärdesfunktionen för reella tal

Ett tals absolutvärde kan tolkas som talets avstånd till origo

Absolutbeloppet, ibland kallat absolutvärdet eller beloppet av ett tal x betecknas |x| och är ett positivt reellt tal eller noll och kan ges den geometriska tolkningen som ett tals avstånd till origo eller 0-punkten i det fall talet kan representeras på tallinjen.
Absolutbeloppet av ett reellt tal x definieras av
{\displaystyle |x|=\left\{{\begin{matrix}x,&x\geq 0\\-x,&x<0\end{matrix}}\right.}
Absolutbeloppet av ett komplext tal z = a + bi definieras av
{\displaystyle |z|={\sqrt {zz^{*}}}={\sqrt {a^{2}+b^{2}}}}
(se kvadratrot och komplexkonjugat.)
För en vektor v = (x1, x2,..., xn), kallas ibland vektorns längd för vektorns absolutbelopp eller belopp:
{\displaystyle |\mathbf {v} |={\sqrt {x_{1}^{2}+x_{2}^{2}+...+x_{n}^{2}}}}
Den vanliga benämningen är dock vektorns norm och betecknas {\displaystyle ||\mathbf {\bar {v}} ||}.

## Egenskaper
Om a och b är komplexa tal gäller att
1. {\displaystyle |a|\geq 0}
2. {\displaystyle |a|=0\Leftrightarrow a=0}
3. {\displaystyle |ab|=|a||b|\,}
4. {\displaystyle \left|{\frac {a}{b}}\right|={\frac {|a|}{|b|}}}
5. {\displaystyle |a+b|\leq |a|+|b|} (triangelolikheten)
6. {\displaystyle |a-b|\geq ||a|-|b||} (omvända triangelolikheten)
7. {\displaystyle |a|={\sqrt {aa^{*}}}}, där a* är det komplexkonjugerade värdet av a

Om a och b är reella gäller även
1. {\displaystyle |a|\leq b\Leftrightarrow -b\leq a\leq b,b\geq 0}

Anledningen till att man använder begreppet norm för vektorer är att multiplikationsregeln gäller ett reellt tal {\displaystyle a} och en vektor {\displaystyle \mathbf {\bar {v}} }: 
- {\displaystyle ||a\cdot \mathbf {\bar {v}} ||=|a|\cdot ||\mathbf {\bar {v}} ||}

## Exempel
{\displaystyle \ |5|=5}
{\displaystyle \ |-5\,|=5}
{\displaystyle \ |\,1+\mathrm {i} \,|={\sqrt {2}}}